# .vn
‎.vn‏ دامنه اینترنتی کشور ویتنام است.